# Chaetodontoplus caeruleopunctatus
Chaetodontoplus caeruleopunctatus là một loài cá biển thuộc chi Chaetodontoplus trong họ Cá bướm gai. Loài này được mô tả lần đầu tiên vào năm 1976.

## Từ nguyên
Từ định danh của loài được đặt ghép bởi hai từ trong tiếng Latinh: caeruleo: "màu xanh lam" và punctatus: "có đốm", hàm ý đề cập đến các chấm màu xanh sáng trên cơ thể của chúng.

## Phạm vi phân bố và môi trường sống
C. caeruleopunctatus là một loài đặc hữu của Philippines. Loài này được biết đến thông qua một mẫu vật duy nhất được tìm thấy tại đảo Cebu (Trung Visayas) vào năm 1972. Sau đó, chúng được ghi nhận thêm ở ba vị trí gần đó là Anilao, Samar và Zamboanga.
C. caeruleopunctatus sống gần các rạn san hô và mỏm đá ngầm ở độ sâu từ 15 đến ít nhất là 40 m.

## Mô tả
C. caeruleopunctatus có chiều dài cơ thể tối đa được biết đến là 20 cm. C. caeruleopunctatus có màu xanh lam thẫm hoặc nâu sẫm, được phủ dày đặc những chấm nhỏ màu xanh sáng (trừ vùng đầu). Vây đuôi nổi bật màu vàng tươi.
Số gai vây lưng: 13; Số tia vây ở vây lưng: 17; Số gai vây hậu môn: 3; Số tia vây ở vây hậu môn: 17.

## Sinh thái học
Thức ăn chủ yếu của C. caeruleopunctatus là hải miên (bọt biển) và những loài thuộc phân ngành Sống đuôi. Môi trường sống của loài này có thể bị đe dọa bởi việc đánh bắt bằng xyanua và thuốc nổ.
C. caeruleopunctatus được xem là một loài cá cảnh nhưng ít khi được xuất khẩu, và đã được nhân giống nuôi nhốt thành công. Trong môi trường nuôi nhốt, C. caeruleopunctatus đã được cho lai ghép với Chaetodontoplus melanosoma.
Một bức ảnh chụp một cá thể Chaetodontoplus ngoài khơi Nhật Bản cho thấy nó mang kiểu hình trung gian giữa C. caeruleopunctatus (phần thân) và Chaetodontoplus septentrionalis (phần đầu), được suy đoán là con lai giữa hai loài này, mặc dù C. caeruleopunctatus không được biết đến tại Nhật.

### Trích dẫn
- Richard L. Pyle (2003). A systematic treatment of the reef-fish Family Pomacanthidae (Pisces: Perciformes) (PDF) (Tiến sĩ). Đại học Hawaii. Lưu trữ ngày 21 tháng 5 năm 2021 tại Wayback Machine